# Тайсон (футболист)
Та́йсон Ба́рселос Фре́да (порт.-браз. Taison Barcellos Freda; род. 13 января 1988, Пелотас, Риу-Гранди-ду-Сул) — бразильский футболист, полузащитник греческого клуба ПАОК. Выступал за сборную Бразилии.

## Клубная карьера

### Ранние годы
Родился в бразильском городе Пелотас, что расположен в штате Риу-Гранди-ду-Сул. Как и многие бразильские мальчишки, Тайсон рано начал заниматься футболом. Первым его серьёзным клубом стал выступающий в Серии С «Гремио Бразил», куда футболист пришёл в возрасте 13 лет. Впрочем, его пребывание там получилось недолгим. Уже в следующем году перспективного подростка заметили скауты «Интернасьонала», и Тайсон перебрался в соседний Порту-Алегри. В первую команду «колорадос» Тайсон попал в 2008 году.
В розыгрыше Лиги Гаушу 2009 уже стал крепким игроком основы, составив связку нападения с Нилмаром и Александро, при этом Тайсон, отходя в полузащиту, сам довольно часто отличался забитыми голами. Стал лучшим бомбардиром Лиги Гаушу (15 голов), а затем и Кубка Бразилии (7 голов), где помог команде дойти до финала, который «колорадос» проиграли «Коринтиансу» (4:2 по сумме двух матчей). Успехи юного футболиста не могли не привлечь к себе внимание европейских клубов.

### «Металлист»

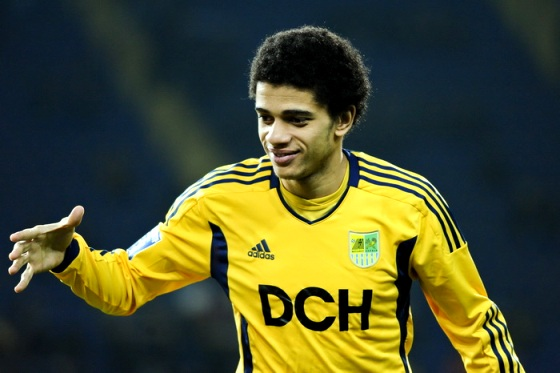
Тайсон в составе «Металлиста»

В августе 2010 года Тайсон перешёл в «Металлист». Харьковский клуб заплатил за бразильца 6 миллионов евро. Вместе с Тайсоном в «Металлист» пришёл и его соотечественник Клейтон Шавьер, также быстро ставший важной фигурой в харьковской команде. 25 сентября провёл хороший матч против «Шахтёра», в котором отметился голом. 22 октября в матче с «Сампдорией» заработал красную карточку за отмашку, но перед этим забил гол. При игровой схеме «Металлиста» 4-2-3-1, которую прививал команде Мирон Маркевич, место Тайсона чаще всего было как раз в тройке атакующих полузащитников, а не на самом острие атаки. Бразилец всегда тяготел к левому флангу, хотя по ходу игры мог не раз меняться с партнёром на правом краю или в центре. Адаптация Тайсона в харьковском клубе прошла быстро. В первом своём сезоне в составе харьковского клуба бразилец получил пять жёлтых и одну красную карточку в 27 матчах. В итоге в Лиге Европы измученный травмами «Металлист» вылетел от «Байера» в 1/16 финала, а в чемпионате Украины с 60 очками завоевал привычные бронзовые медали, пропустив вперёд «Динамо» (65 очков) и «Шахтёр» (72 очка).
Сезон 2011/12 также сложился для Тайсона довольно удачно. 23 сыгранных матча в чемпионате (2 забитых мяча, 8 голевых передач) и 13 матчей в Лиге Европы. Осенью 2011 года Тайсон заскучал по родине. Бразильский игрок уже настолько вписался в игру «Металлиста», что просто так никто его из клуба не отпустит. Если, конечно, не поступит сверхинтересное в финансовом смысле предложение. 16 февраля 2012 года, в выездном матче 1/16 финала Лиги Европы против австрийского клуба «Ред Булл» (Зальцбург), Тайсон забил один из самых быстрых голов в истории еврокубков, отличившись уже на 19 секунде матча. До этого рекорд принадлежал динамовцу Диого Ринкону, который отправил мяч в ворота «Фенербахче» на 25 секунде встречи.

### «Шахтёр» (Донецк)
11 января 2013 года Тайсон перешёл в донецкий «Шахтёр». Трансфер бразильца обошёлся клубу в 16 миллионов евро, что стало самым дорогим внутренним трансфером в истории украинского футбола. Новичок был призван заменить Виллиана, который перешёл в «Анжи». Дебютировал Тайсон в матче 1/8 финала Лиги Чемпионов против дортмундской «Боруссии». Однако бразильцу понадобилось полгода и трансферы некоторых лидеров, чтобы закрепиться в основе команды Мирчи Луческу.

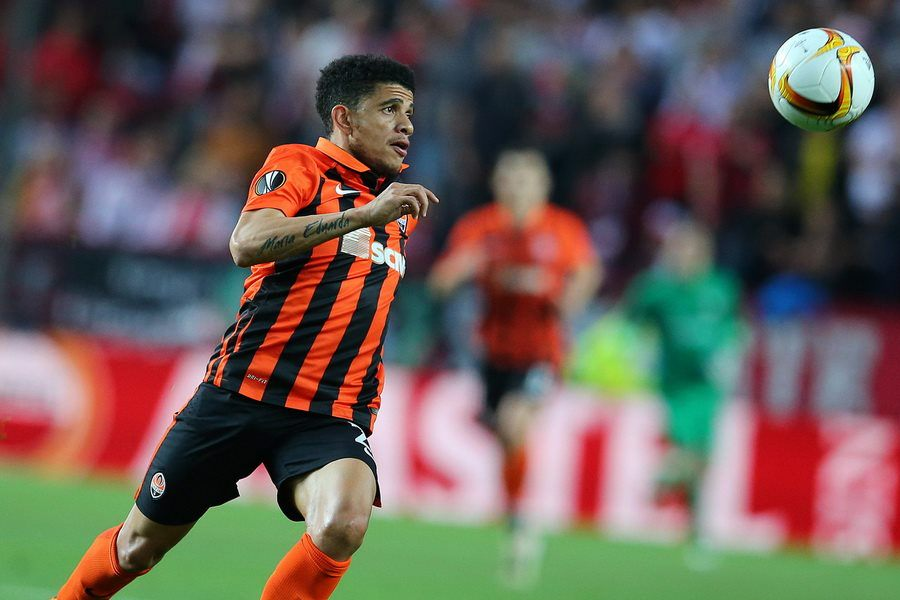
Тайсон в составе донецкого «Шахтёра»

Летом 2013 года состав «Шахтёра» покинули ещё два лидера центра поля, Фернандиньо и Генрих Мхитарян, поэтому сезон Тайсон начинал уже в качестве твердого игрока «основы», с которым Луческу связывал ближайшее будущее команды. В сезоне 2013/14 Тайсон вместе с «Шахтёром» выиграл золото чемпионата Украины, вышел в финал Кубка и выиграл Суперкубок 2014.
В сезоне 2014/15, первом для «Шахтёра» вне «Донбасс Арены», Тайсон со своей командой пробился в 1/8 Лиги чемпионов, где «Шахтёр» уступил по сумме двух матчей мюнхенской «Баварии» с сокрушительным счётом 7:0 (примечательно, что первый матч, который проходил во Львове, завершился со счётом 0:0). 25 января 2017 года Тайсон продлил контракт с «Шахтёром». Соглашение было рассчитано на четыре года. 11 мая был признан лучшим игроком «Шахтёра» в апреле. За бразильца проголосовали 288 болельщиков.
19 октября 2018 года в матче с «Зарёй» Тайсон получил травму после столкновения с игроком луганчан Игорем Харатиным. Харатин использовал достаточно грубый подкат чтобы отобрать у бразильца мяч. По предварительным прогнозам, Тайсон выбыл на несколько недель.
16 апреля 2021 года «Шахтёр» объявил о том, что игрок покидает клуб.

## Карьера в сборной
Осенью 2016 года впервые получил вызов в национальную сборную Бразилии. Дебютировал в матче отбора на чемпионат мира 2018 со сборной Колумбии, выйдя на замену на 86-й минуте вместо Габриэла Жезуса. Результативными действиями Тайсон отметится не успел. Матч завершился со счётом 2:1 в пользу Бразилии.
13 июня 2017 года в товарищеском матче Австралия — Бразилия (0:4) заменил на 59 минуте своего экс-одноклубника по «Шахтёру» Дугласа Косту, а на 75 минуте забил свой дебютный гол.
Попал в заявку сборной Бразилии на чемпионат мира 2018, но на поле не выходил.

## Достижения

### Командные
«Интернасьонал»
- Вице-чемпион Бразилии: 2009
- Победитель Лиги Гаушу (2): 2008, 2009
- Финалист Кубка Бразилии: 2009
- Обладатель Кубка Либертадорес: 2010
- Обладатель Южноамериканского кубка: 2008
- Обладатель Кубка банка Суруга: 2009

Итого: 5 трофеев
«Металлист»
- Бронзовый призёр чемпионата Украины (2): 2010/11, 2011/12

«Шахтёр» (Донецк)
- Чемпион Украины (6): 2012/13, 2013/14, 2016/17, 2017/18, 2018/19, 2019/20
- Обладатель Кубка Украины (5): 2012/13, 2015/16, 2016/17, 2017/18, 2018/19
- Финалист Кубка Украины: 2014/15
- Обладатель Суперкубка Украины (4): 2013, 2014, 2015, 2017

Итого: 15 трофеев

### Личные
- Лучший бомбардир Лиги Гаушу: 2009 (15 голов)
- Лучший бомбардир Кубка Бразилии: 2009 (7 голов)
- Входит в состав символической сборной года Лиги Европы УЕФА: 2019/20
- Лучший игрок года в «Шахтёре»: 2018
- Лучший игрок сезона в «Шахтёре»: 2018/19
- Лучший игрок месяца в «Шахтёре» (4): март 2016, сентябрь 2018, май 2019, март 2020
- В списках 33 лучших футболистов чемпионата Украины: 2016/17[6]
- Футболист года в чемпионате Украины: 2019
- Лучший ассистент чемпионата Украины: 2019/20 (10 передач)[7]
- Член бомбардирского Клуба Максима Шацких: 69 голов